# Paulo José da Silva Gama, 2.º barão de Bagé
Paulo José da Silva Gama, segundo barão com Grandeza de Bagé CvTE • ComA • CvC  (? — Lisboa, 20 de agosto de 1869), foi um militar brasileiro.
Chegou ao posto de marechal-de-campo do exército, além de ter sido presidente provincial pelo Pará, de 14 de abril de 1828 a 14 de julho de 1830.
Era Cavaleiro da Ordem Militar de Cristo e da Ordem Militar da Torre e Espada, do Valor, Lealdade e Mérito, e Comendador da Ordem Militar de Avis.
Filho de Paulo José da Silva Gama, primeiro barão de Bagé, e de Maria Joaquina Perpétua. Casou-se em Lisboa com Luísa Maria do Espírito Santo Silva.
Agraciado com o baronato por decreto de 12 de outubro de 1825; faz referência ao então povoado gaúcho de Bagé, significando cerro em charrua.